# Pomacentrus amboinensis
Pomacentrus amboinensis là một loài cá biển thuộc chi Pomacentrus trong họ Cá thia. Loài này được mô tả lần đầu tiên vào năm 1868.

## Từ nguyên
Từ định danh trong danh pháp được đặt theo tên gọi của đảo Ambon (thuộc quần đảo Maluku, Indonesia), nơi mà mẫu định danh của loài cá này được thu thập (–ensis: hậu tố biểu thị nơi chốn).

## Phạm vi phân bố và môi trường sống
Phạm vi của P. amboinensis trải dài từ vùng biển các nước Đông Nam Á đến các đảo quốc thuộc Melanesia ở phía đông, giới hạn ở phía bắc đến quần đảo Ryukyu (Nhật Bản), xa hơn ở phía nam đến Úc (từ quần đảo Dampier vòng qua phía bắc đến rạn san hô Great Barrier). Những quần thể trước đây được xem là những biến dị kiểu hình của P. amboinensis tại vùng Micronesia và biển Andaman đã được công nhận là những loài hợp lệ, là Pomacentrus bipunctatus và Pomacentrus andamanensis, tất cả cùng được xếp vào phức hợp loài P. amboinensis.
Tại Việt Nam, P. amboinensis được ghi nhận dọc theo vùng bờ biển Khánh Hòa–Ninh Thuận, Phú Yên, cù lao Chàm, Côn Đảo và quần đảo Trường Sa.
P. amboinensis sinh sống tập trung trên nền đáy cát, gần những rạn san hô viền bờ hoặc trong các đầm phá ở độ sâu đến 40 m.

## Mô tả
Chiều dài lớn nhất được ghi nhận ở P. amboinensis là 11 cm. Cơ thể của P. amboinensis có màu vàng kem (đôi khi phớt màu tím nhạt), có một đốm nhỏ trên nắp mang và một đốm lớn hơn ở gốc vây ngực. Đầu có nhiều vệt đốm màu hồng tím. Cá con có một đốm đen lớn viền trắng xanh ở ngay sau vây lưng; đốm này sẽ tiêu biến khi trưởng thành.
Trong một nghiên cứu thực địa, người ta nhận thấy những cá thể trưởng thành còn mang đốm đen trên vây lưng đều là cá đực đã thuần thục sinh dục. Kiểu hình của những con đực này lại giống với những con cá cái chưa trưởng thành hơn là những con đực đã trưởng thành hoàn toàn. Bằng cách đội lốt cá con, những con cá đực này có thể qua mắt được những con cá đực có lãnh thổ riêng để giao phối "lén lút" với những con cá cái trong lãnh thổ của con đực kia.
Số gai ở vây lưng: 13; Số tia vây ở vây lưng: 14–16; Số gai ở vây hậu môn: 2; Số tia vây ở vây hậu môn: 14–16; Số tia vây ở vây ngực: 17; Số gai ở vây bụng: 1; Số tia vây ở vây bụng: 5.
Một loài có kiểu hình khá giống với P. amboinensis, và cũng có phạm vi chồng lấn lên nhau ở khu vực Ấn Độ Dương - Thái Bình Dương, là Pomacentrus moluccensis. P. moluccensis có thể dễ dàng phân biệt với P. amboinensis bởi màu vàng tươi đặc trưng của chúng.

## Sinh thái học
Thức ăn của P. amboinensis bao gồm tảo và các loài động vật phù du.

### Loài lưỡng tính
P. amboinensis sống theo chế độ đa thê, gồm một con đực thống trị và khoảng 1–7 con cá cái trong hậu cung của nó, cũng có thể bao gồm một số con non trong bầy. Khi cá đực được loại bỏ khỏi bầy trong thí nghiệm, cá cái lớn nhất hậu cung sẽ chuyển đổi giới tính trở thành cá đực, thể hiện sự lưỡng tính ở P. amboinensis.

### Sinh sản
Cá cái đẻ trứng trên nền tổ đã được cá đực chuẩn bị từ trước, thường là trên các mẩu san hô chết hoặc vỏ sò. Cá đực có nhiệm vụ bảo vệ và chăm sóc đám trứng này cho đến khi chúng nở. Trứng đã được thụ tinh nở sau khoảng 5 ngày ở nhiệt độ 28 °C. P. amboinensis có thể sống được đến hơn 6 năm tuổi.

### Giao tiếp
Nhiều loài cá rạn san hô không nhìn thấy được tia cực tím vì đây là tia vô hình đối với mắt của chúng, cũng như đối với con người. Qua các thí nghiệm nghiên cứu, P. amboinensis được chứng minh là có thể nhìn thấy loại tia này. P. amboinensis nhận dạng các loài đối phương dựa vào kiểu hình của khuôn mặt dưới ánh sáng của tia cực tím, cho phép chúng "liên lạc" với nhau mà không bị những kẻ săn mồi không nhìn được tia cực tím phát hiện. Ngoài ra, một nghiên cứu cho thấy, P. amboinensis còn có thêm khả năng phân biệt màu sắc trong phổ nhìn thấy được, cung cấp bằng chứng hành vi đầu tiên cho thấy cá rạn san hô có thể nhìn màu.
Bên cạnh việc nhận diện dựa vào màu sắc, P. amboinensis còn tạo ra âm thanh để giao tiếp với nhau như những loài cá thia trong họ. Thông thường, những loài cá thia sẽ tạo ra âm thanh của tiếng nổ "bốp bốp", và ở một số ít loài, âm thanh này lại nghe như tiếng rúc của chim. Nhưng ở P. amboinensis, âm thanh do loài này tạo ra khác hoàn toàn so với hai âm thanh đã biết trước đó, và được so sánh như tiếng của "cần gạt nước xe hơi lau trên bề mặt của tấm kính khô".